# 大潭 (雲林縣)
大潭，是台灣雲林縣斗六市的一個傳統地域名稱，位於該市中部偏西南。相較於今日行政區，其範圍大致包括社口里、鎮南里、鎮西里東南大半部、崙峰里西北端、龍潭里不含南端、久安里東北部不含其最北端。
雲林縣政府、雲林縣議會、斗六市公所皆位於本地區境內。

## 歷史
台灣清治末期至日治初期，大潭地區為一街庄，稱為「大潭庄」，隸屬於斗六堡。該庄西北與保長廍庄為鄰，東北與斗六街、林子頭庄為鄰，東南邊為大崙庄、溝仔垻庄，西南邊為九老爺庄。
1901年（日治明治三十四年）11月，全台廢縣廳改設二十廳，該庄隸屬於斗六廳。1903年（明治三十六年）6月，該庄編入「斗六區」，隸屬於斗六廳。1909年（明治四十二年）10月，合併二十廳為十二廳，斗六區改隸屬於嘉義廳。1920年（大正九年），全台地方制度大改正，廢十二廳改設五州二廳，該庄改制為「大潭」大字，隸屬於臺南州斗六郡斗六街。
戰後斗六街改制為斗六鎮，隸屬於臺南縣，大字亦改制為里。1946年8月，斗六、林內分治，本地區仍隸屬斗六鎮。1950年10月，雲、嘉、南分治，斗六鎮改隸屬雲林縣。1981年，斗六鎮升格為縣轄斗六市。

## 聚落
本地區發展較早的聚落有社口、大潭、埤口等，在日治期初期的官方地圖上已有記載。

## 交通
台鐵縱貫線是台灣西部南北鐵路幹線，大致以東北—西南走向轉東北微東—西南微西走向經過大潭地區西北部邊界外緣。斗六車站即在本地區北部邊界外不遠處，屬一等站，除部分普悠瑪號、自強號外，其餘列車皆停靠。由此可前往台鐵沿線各站。
國道3號又稱「福爾摩沙高速公路」，是貫穿台灣西部的兩條縱向高速公路之一，大致以北向南繞大彎轉東北—西南走向蜿蜒經過本地區東部邊界外不遠處。北側最近的交流道是省道台3線交會處的斗六交流道；南側最近的是古坑交流道，包括縣道149甲線交會處北側匝道（僅供南出北入）及縣道158甲線交會處的南側匝道（僅供南入北出），兩匝道之間另夾有古坑系統交流道，即省道台78線（東西向快速公路－台西古坑線）東側端點。由此可快速前往台灣南北各地及雲林縣中、西部。
省道台1丁線（雲林路二段）是莿桐經斗六至斗南的幹道，大致以東北—西南走向經過本地區西北部邊界。由該道路向東北經斗六市中心轉西北再轉北北西可前往保長廍東北部、竹圍子西南端、大埔尾、樹子腳西南端、莿桐市區南側並止於省道台1線路口；向西南可前往保長廍西南端、九老爺北端、新庄並止於其西部邊界地帶的省道台1線另一路口（斗南市區北郊）。
省道台3線（大學路三段、中山路）俗稱「內山公路」，是臺北至屏東的幹道，大致以東北東—西南西走向轉北向南經過本地區東部。由該道路向東北東繞大彎轉北北東再轉東北經國道3號斗六交流道後可前往林內、竹山、名間、南投等地；向南可前往古坑、梅山、竹崎、番路西部等地。
縣道154乙線（中山路、鎮南路）是莿桐鄉饒平（樹子腳）至古坑鄉永光（麻園、崁頭厝聯合聚落）的道路，大致以東北微北—西南微南走向由本地區北部凸出部分的北側邊界入境，至鎮南路路口轉南南東，經省道台3線路口後出境。由該道路向東北微北經斗六市區轉北北西可前往海豐崙西部、竹圍子西南部、大埔尾東部、麻園（莿桐鄉）西南端、麻園與樹子腳交界地帶並止於縣道154號路口；向南南東可前往大崙東部、水碓、古坑市區、麻園（古坑鄉）並止於省道台3線路口。
鄉道雲80線（保長路）是田頭至斗六的道路，其東側端點（終點）位於本地區西北部邊界東側的省道台1丁線路口。由此向西出境後可前往保長廍南部、大北勢、田頭並止於省道台1線路口。
鄉道雲193線（永興路）是管土厝至古坑（實際終點位於水碓與古坑之間）的道路，其北側端點（起點）位於本地區西北部邊界外不遠處的省道台1丁線路口。由此向南南西入境後經本地區最西端一小段路後出境，轉南可經前往九老爺東部的管土厝聚落以前往溝子壩、水碓地區中部偏西南並止於縣道154乙線路口。
鄉道雲196線（大學路三段）是埤口至縣議會的道路，全線位於本地區境內，其西側端點（起點）位於本地區西北部邊界最西側埤口聚落的省道台1丁線路口。由此向東南繞大彎轉東北東，可前往本地區中部偏西並止於鄉道雲196-1線路口（縣議會旁）。
鄉道雲196-1線（府文路、龍潭北路、龍潭路）是埤口至鎮南的道路，全線位於本地區境內，其西北側端點（起點）位於本地區西北部邊界中央處的省道台1丁線路口。由此向東南轉南微東再轉南微西，經鄉道雲196線終點路口後續行，至大潭聚落轉東微南再轉東北東，可前往本地區東南部並止於省道台3線路口。

## 學校
- 國立雲林科技大學
- 雲林國中
- 鎮南國小

## 文化資產
- 斗六行啟記念館（歷史建築）
- 雲林縣記者之家（歷史建築）

## 政府機構與公共設施
- 雲林縣政府
- 雲林縣議會
- 斗六市公所
- 雲林縣文化中心
- 雲林縣體育館
- 斗六環保運動公園